# 新保 (富山市)
新保（しんぼ）は、富山県富山市の町名である。新保地区センターが所在している。
地名の由来は、当地の東源寺開基新発意の名に由来すると言われているが、本郷に対する新村の意味とされている。堀川地区の上新保や水橋新保に対して、西新保と称したこともある。
当地内を富山県道69号富山笹津線が南北に走っている。

## 地理
- 河川 神通川

## 歴史
- 1889年（明治22年）4月1日 - 町村制施行に伴い上新川郡西新保村、萩原村、東塚原村、才覚寺村、西荒屋村、経田村、友杉村、秋ケ島村、別名皆新田村、任海村、南中田村、吉倉村、押上村、福居村、大利新村、上栗山村、惣在寺村、安養寺村（一部）、下熊野村（一部）が合併し、新保村が発足。
- 1906年（明治39年） - 南中田にあった小学校が同地に移されて新保小学校と称した[3]。
- 1939年（昭和14年） - 新保小学校が現在地の任海に新築移転[3]。
- 1955年（昭和30年）4月1日 - 上新川郡新保村、熊野村、月岡村が合併し、富南村が発足。
- 1960年（昭和35年）10月1日 - 富山市に編入。

## 施設
- 新保地区センター
- 富山市立新保小学校（住所上は任海であるが、校地は新保にも接している）

## 参考出典
『富山県の地名』平凡社